# هورنزبی (دهانه)
هورنزبی یک دهانه برخوردی در ماه‌ است.